# Murray Bail
Murray Bail (Adelaide, 22 settembre 1941) è uno scrittore australiano.

## Biografia
Nato nel 1941 ad Adelaide, vive e lavora a Sydney.
Ha vissuto principalmente in Australia, ma ha anche soggiornato per diverso tempo in altri paesi quali l'India e Londra dove ha scritto per il Transatlantic Review e il supplemento letterario del Times.
Diplomato alla Norwood Technical High School, ha esordito nella narrativa nel 1975 con la raccolta di racconti Contemporary Portraits and Other Stories alla quale hanno fatto seguito 5 romanzi, 3 saggi e un'altra collezione di short stories.
Fiduciario della National Gallery of Australia dal 1976 al 1981, le sue opere hanno ricevuto numerosi riconoscimenti tra i quali il prestigioso Commonwealth Writers' Prize nel 1999.

## Opere

### Romanzi
- Homesickness (1980)
- Holden's Performance (1987)
- Eucalyptus (1998), Milano, Mondadori, 1999 traduzione di Idolina Landolfi ISBN 88-04-45833-X.
- The Pages (2008)
- Il viaggio (The Voyage, 2012), Milano, Jaca Book, 2015 traduzione di Ada Arduini ISBN 978-88-99066-05-5.

### Racconti
- Contemporary Portraits and Other Stories (1975)
- Camouflage: stories (2002)

### Saggi
- Ian Fairweather (1981)
- Longhand: A Writer's Notebook (1989)
- Notebooks 1970-2003 (2005)

## Alcuni riconoscimenti
- The Age Book of the Year: 1980 per Homesickness
- ALS Gold Medal: 1998 per Eucalyptus
- Miles Franklin Award: 1998 per Eucalyptus
- Commonwealth Writers' Prize: 1999 per Eucalyptus